# 월터 매슈스 (배우)
월터 매슈스(Walter Mathews, 1926년 10월 10일 ~ 2012년 4월 28일)는 미국의 배우, 연극 배우, 텔레비전 배우이다.
뉴욕에서 태어났다.

## 영화
- 즐거운 목요일 (1982년)
- 나이트호크 (1981년)
- 쉬즈 드레스트 투 킬 (1979년)
- 미녀 삼총사 - TV 시리즈 (1976년)
- 119 구조대 (1972년)
- 제12순찰대 (1968년)
- 제5전선 (1966년)
- FBI (1965년)
- 네이키드 키스 (1964년)
- 벤 케이시 (1961년)
- 페리 메이슨 (1957년)